# International Journal of Applied and Computational Mathematics
Ne doit pas être confondu avec Journal of Computational and Applied Mathematics, American Journal of Computational and Applied Mathematics ou Korean Journal of Computational and Applied Mathematics.
International Journal of  Applied and Computational Mathematics est une  revue mathématique à  comité de lecture couvrant les mathématiques appliquées et computationnelles, éditée par Springer-Verlag. 

## Description
Le journal a été créé en 2015 ; il paraît à raison d'un numéro tous les deux mois (au début tous les trois mois), regroupés en un volume annuel. Le rédacteur en chef est, en 2022, Santanu Saha Ray (Institut national de technologie de Rourkela en Inde). 
Le journal publie des recherches originales en mathématiques appliquées et computationnelles, avec des interfaces en physique, ingénierie, chimie, biologie, recherche opérationnelle, statistiques, finance et économie ayant un rapport avec l'ingénierie. Il couvre notamment les domaines suivants :
- Mathématiques appliquées
- Physique mathématique
- Méthodes numériques
- Modélisation mathématique
- Dynamique des fluides
- Sciences non linéaires
- Complexité

## Résumés et indexation
Le journal est indexé par les revues usuelles de Springer, et notamment par Dimensions, Google Scholar, Japanese Science and Technology Agency,  Mathematical Reviews, SCImago, SCOPUS, zbMATH. D'après SCImago Journal Rank, le facteur d'impact est de 0,33 pour 2020.

## Article lié
- Liste des journaux scientifiques en mathématiques